# Johanna Richter (Sängerin)
Johanna Richter (* 18. August 1858 in Danzig; † 1943 ebenda) war eine deutsche Opernsängerin (Koloratur-Sopran) und Gesangslehrerin.

## Leben
Johanna Richter erhielt ihren ersten Gesangsunterricht in Danzig und debütierte am dortigen Stadttheater im Jahr 1879. Außerdem war sie bis ca. 1879 Schülerin der Gesangsklasse von Jenny Meyer am Stern’schen Konservatorium der Musik in Berlin.
1881 erhielt sie ein Engagement am Stadttheater Mainz, 1882 am Stadttheater Bremen und ab 1883 am Hoftheater in Kassel. Gustav Mahler, zu der Zeit Kapellmeister und Chorleiter am Hoftheater Kassel, verliebte sich in die Sängerin. Seine Komposition „Lieder eines fahrenden Gesellen“ ist von der unerwiderten Liebe zu Johanna Richter inspiriert. 1886 ging die Sängerin an das Deutsche Theater nach Rotterdam, 1888 an das Opernhaus Köln. Ab 1890 lebte sie in Stettin, von 1892 bis 1895 gastierte sie am Stadttheater von Königsberg. Ihr letztes Engagement hatte sie von 1895 bis 1900 am Stadttheater Danzig. In den folgenden Jahren trat Johanna Richter als Konzertsängerin in Berlin auf sowie ab 1902 in Danzig und wirkte zusätzlich als Gesangslehrerin.
Zu ihren Bühnenrollen gehörten u. a. Leonore in „Alessandro Stradella“ von Flotow, die Titelrolle in der Oper „Martha“  von Flotow, der Page Oscar in Verdis „Maskenball“, Isabella in „Robert le Diable“ von Meyerbeer sowie Frau Fluth in den „Lustigen Weibern von Windsor“ von Nicolai.